# On-Off
On-Off – piąty album w karierze muzycznej Marcina Rozynka i zarazem trzecia solowa płyta artysty. 
Nagrania dotarły do 25. miejsca listy OLiS.

## Lista utworów
1. "Deszczowe dni" – 4:20
2. "Historia miłosna '06" – 4:11
3. "O takich jak ja i ty" – 4:19
4. "Jeśli pragniesz" – 3:32
5. "Każde wielkie" – 4:06
6. "Przybysze" – 3:58
7. "Objęcie bessy" – 4:11
8. "Nocy ciemność rozwieszona nad głowami miast" – 5:03
9. "Podróże w czasie i przestrzeni" – 3:48
10. "Davos" – 3:46
11. "Najpiękniejsza katastrofa" – 4:04

## Twórcy
- Marcin Rozynek – wokal, gitary, instrumenty klawiszowe
- Marcin Samarzewski – gitary, instrumenty klawiszowe, instrumenty perkusyjne
- Mariusz Łuczak – perkusja, instrumenty perkusyjne
- Arkadiusz Lisowski – gitara basowa